# Вільче-Туловське
Вільче-Туловське (пол. Wilcze Tułowskie) — село в Польщі, у гміні Брохув Сохачевського повіту Мазовецького воєводства.
У 1975-1998 роках село належало до Варшавського воєводства.